# Nuklearna elektrana Bohunice
Nuklearna elektrana Bohunice (slov. Atómové elektrárne Bohunice, ili EBO) je nuklearna elektrana koja se nalazi 2,5 kilometra udaljena od mjesta Jaslovské Bohunice u okrugu Trnava, u zapadnoj Slovačkoj. Nuklearna elektrana Bohunice ima trenutno 2 nuklearna reaktora u pogonu, u dijelu koji se naziva Nuklearna elektrana Bohunice V-2, a sastoji se od 2 VVER reaktora (VVER-440), tlačnih reaktora PWR ruske konstrukcije i snage 2 x 505 MW, koji su priključeni na elektroenergetski sustav između 1978. i 1985. Nuklearna elektrana Bohunice godišnje proizvede oko 12 000 GWh električne struje, ali je dodatno priključena i na kogeneraciju, za grijanje grada Trnava, koji se nalazi u blizini Jaslovské Bohunice. Dio grijanja je pušten u rad 1987., dok je 1997. dodan novi toplovodni sustav prema gradovima Leopoldov i Hlohovec.

## Nuklearna elektrana Bohunice V-1
Nuklearna elektrana Bohunice V-1 je stavljena van pogona 22. veljače 1977., kada je nuklearni reaktor A-1 (teškovodni reaktor hlađen plinom) doživio nesreću s lokalnim posljedicama (razina 4 prema INES ljestvici). Nakon toga je nastavila s radom, ali je i isključeno je na zahtjev Europske unije iz sigurnosnih razloga, što je bio i uvjet za prijem Slovačke u Europsku uniju. Prvi nuklearni reaktor je prestao s radom 2006., a dvije godine kasnije i drugi.
Tadašnje slovačke vlasti nisu isključile mogućnost ponovnog aktiviranja reaktora u postrojenju V-1. To se zamalo i dogodilo 2009., kada je Europu zahvatila energetska kriza zbog spora oko plina između Rusije i Ukrajine. Tada su vlasti najavljivale reaktiviranje postrojenja V-1 u nuklearnoj elektrani Bohunice, uslijedile su oštre reakcije Europske unije, a nakon rješenja krize Slovačka je odustala.

## Nuklearna elektrana Bohunice V-2
Nuklearna elektrana Bohunice V-2 je trenutno u normalnom radu. Postrojenje V-2 je od 2005. do 2008. dodatno opremljeno da bi dostiglo proizvodnju od 2 x 505 MW. Pri tom su ugrađeni dodatni sigurnosni sustavi za slučaj potresa, a unaprijeđeni su sustavi za kontrolu i hlađenje reaktora, čime je „životni vijek" elektrane produljen do 2025. Obnova je koštala Slovačku pola milijarde eura.

## Nuklearna elektrana Bohunice V-3
U svibnju 2009., češki premijer Jan Fischer i slovački premijer Robert Fico su objavili gradnju nove Nuklearne elektrane Bohunice V-3. Vrijednost radova se planira da će vrijediti 3,7 milijarde eura. Još nije odlučena vrsta nuklearnog reakora i snaga (između 600 i 1 600 MW), niti je odlučen proizvodač opreme. Planiranje je povezano s gradnjom 2 nova reaktora u Nuklearnoj elektrani Temelín (Češka).